# Tancament del govern als Estats Units

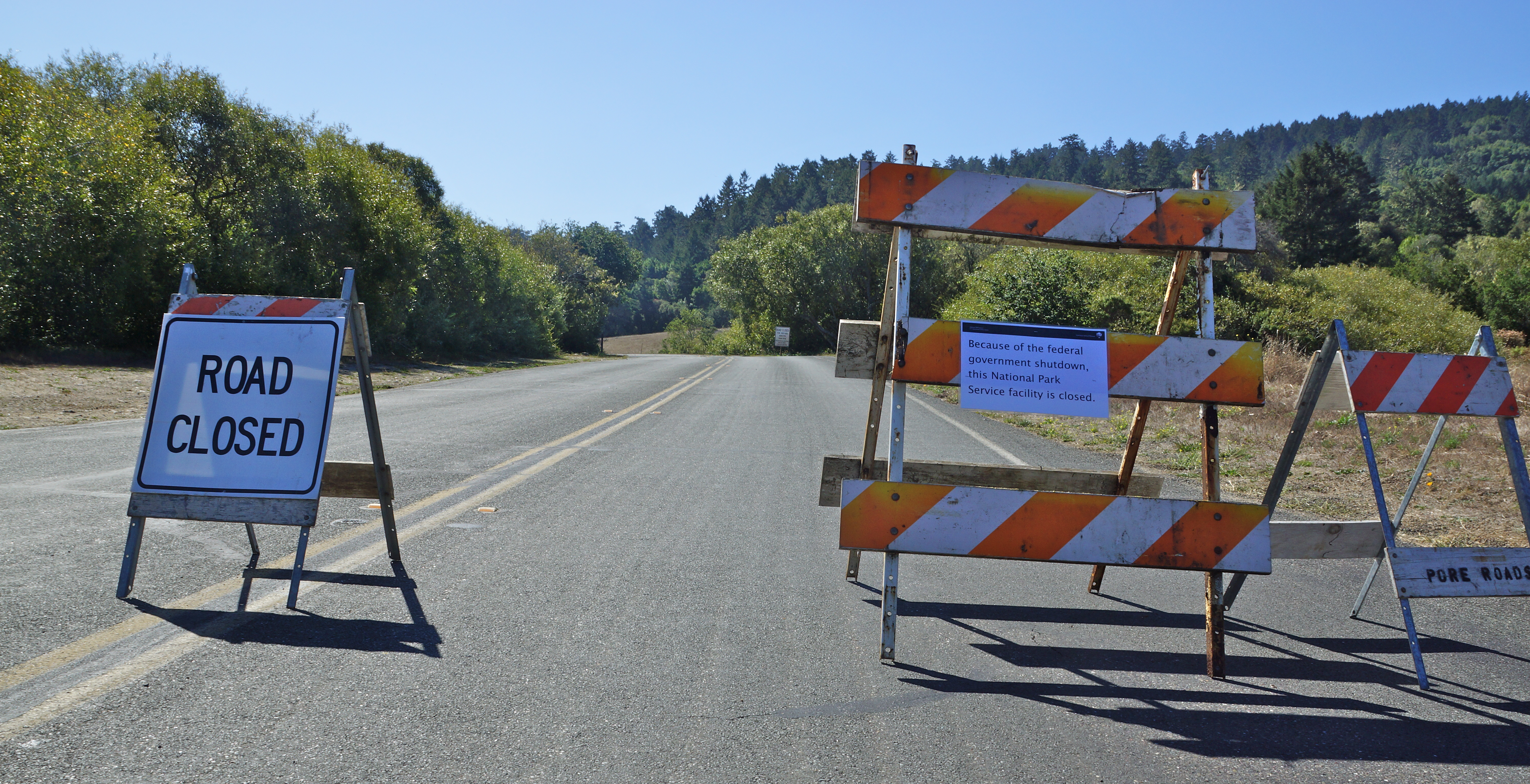
Tancament del Parc National Point Reyes Seashore l'octubre 2013

Un tancament del govern, o en anglès un government shutdown als Estats Units d'Amèrica és el nom del procediment que l'executiu ha de seguir quan el Congrés crea una cessació de finançament de les operacions governamentals i de les administracions públiques, en no poder o no voler aprovar el pressupost. En absència d'un pressupost aprovat pel poder legislatiu, segons la Constitució i la llei antidèficit pressupostari del 1884, la llei prescriu donar la baixa sense sou al personal considerat com «no essencial» i de reduir o parar les activitats de les agències federals i dels serveis administratius. Activitats el finançament de les quals no depèn directament del pressupost anual (com la seguretat social), però executats per agències públiques que sí que depenen del pressupost, poden ser afectades indirectament. L'impacte negatiu sobre el producte interior brut oscil·la, segons els experts, entre 0,15% i 0,5% per setmana de bloqueig.

## Tancaments recents
Durant els governs de Ford i Carter van produir-se sis tancaments parcials al Departament de Treball i al Departament de Salut, l'Ensenyament i Seguretat Social. L'entrebanc era la llei sobre el finançament de l'avortament voluntari. Durant el govern de Ronald Reagan es van produir vuit tancaments tècnics, de menys de 48 hores o durant un cap de setmana, mentre les negociacions continuaven, i un durant el govern de George H. W. Bush, que va resoldre's durant el cap de setmana.
Dues interrupcions van produir-se durant el govern de Bill Clinton el 1995, després de la victòria del Partit Republicà durant les eleccions intermèdies del 1994. L'entrebanc era el dèficit. Un tancament de cinc i l'altre de vint-i-un dies van causar disrupcions considerables de la vida pública. El bloqueig d'aleshores va fer perdre molts vots al Partit Republicà a les eleccions següents.
Sota el govern de Barack Obama, va començar l'1 d'octubre de 2013 i va continuar fins al dia 17 del mateix mes. A la Cambra de Representants el Partit Republicà tenia la majoria, i l'ala més conservadora, el Tea Party, volia bloquejar o fer retardar l'execució de la llei sobre la reforma sanitària i l'atenció mèdica assequible per a tots (coneguda com a Obamacare), aprovada el 2010. En provocar el tancament del govern volien augmentar la pressió sobre Obama. Excepte el correus, l'exèrcit, parts de la NASA i les presons, tots els altres serveis públics federals es van aturar o preveien serveis mínims. «Una facció d'un partit d'una cambra del Congrés ha apagat la major part del govern perquè no els agrada una llei. […] Han tancat el govern en una croada ideològica per negar assegurances assequibles a milions de nord-americans.», va comentar Obama.
Durant el govern de Donald Trump, s'ha dut a terme en dues ocasions: La primera va començar el dia 20 de gener de 2018 (just 1 any després del començament del seu mandat), el 22 de gener els demòcrates i els republicans van arribar a un acord per suspendre el tancament fins al 17 de febrer, per tenir temps de negociar. Aquest tancament va ser provocat per les desavinences amb els anomenats "dreamers" (somiadors). La segona ocasió va tenir lloc entre desembre de 2018 i gener de 2019 per la disputa entre demòcrates i republicans sobre la seguretat de la frontera amb Mèxic, sent la més llarga registrada.